# Hippocampus queenslandicus
Hippocampus queenslandicus is een straalvinnige vissensoort uit de familie van zeenaalden en zeepaardjes (Syngnathidae). De wetenschappelijke naam van de soort is voor het eerst geldig gepubliceerd in 2001 door Horne.